# Juli 2011
| Juli 2011 |
| Månader under 2011: Januari · Februari · Mars · April · Maj · Juni · Juli · Augusti · September · Oktober · November · December ← December 2010 · Januari 2012 → |

## Händelser

### 1 juli
- Albert II av Monaco gifter sig med Charlene Wittstock vid en borgerlig ceremoni, samt en kyrklig ceremoni dagen därpå.

### 6 juli
- IOK tillkännager att olympiska vinterspelen 2018 kommer att hållas i Pyeongchang, Sydkorea.

### 8 juli
- Det sista uppdraget med rymdfärjan Space Shuttle inleds med Atlantis.[1]

### 9 juli
- Sydsudan förklaras som självständig stat [2].

### 10 juli
- Efter 168 års utgivning läggs den brittiska tidningen News of the World ner efter en uppmärksammad avlyssningsskandal.